# 네네 라 베트

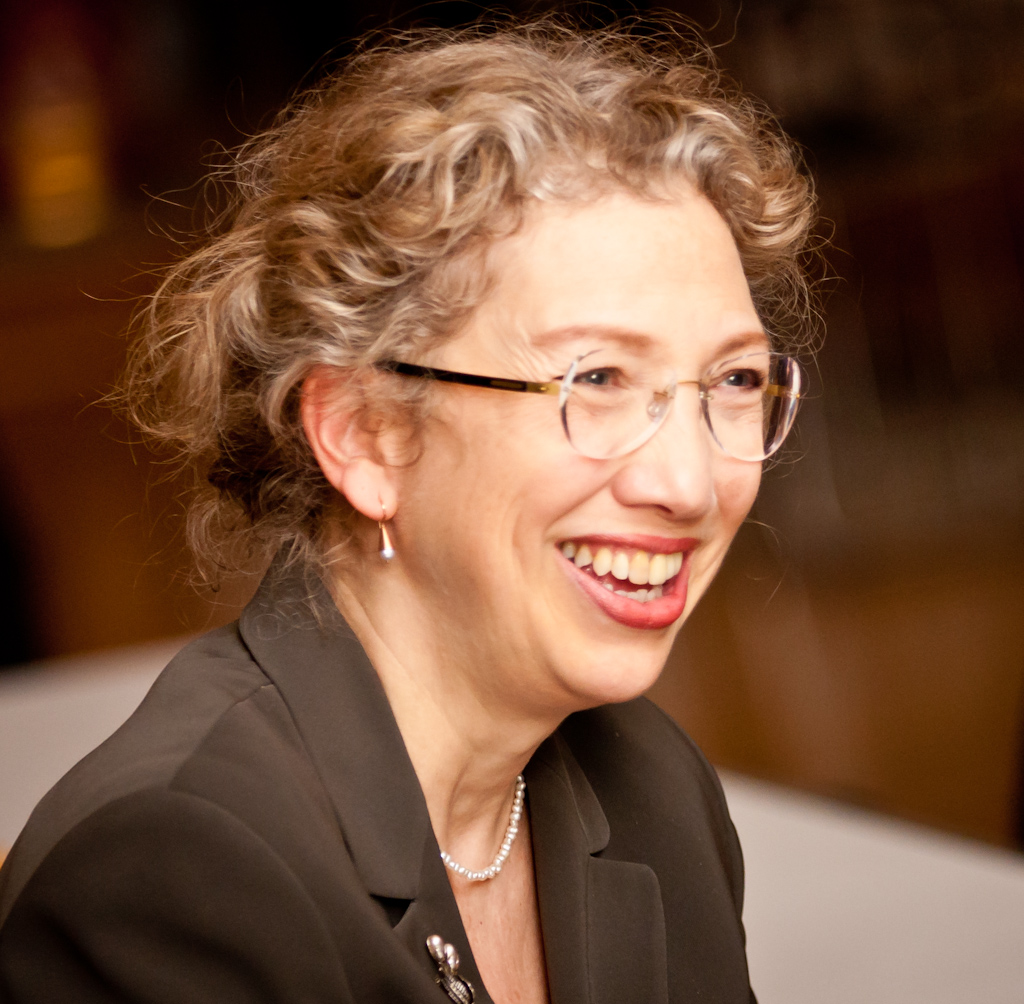
네네 라 베트

네네 라 베트(덴마크어: Néné La Beet, 1959년 12월 13일 ~ )는 덴마크의 기업인이다. 1980년대부터 1990년대 사이에 이름가즈(Irmgardz), 가든 레코드(Garden Records), 소니(Sony)에서 음반 사업 경영자로 참여했다.